# Borysthenes fascialatus
Borysthenes fascialatus är en insektsart som beskrevs av Frederick Arthur Godfrey Muir 1922. Borysthenes fascialatus ingår i släktet Borysthenes och familjen kilstritar. Inga underarter finns listade i Catalogue of Life.